# Algerri
Algerri è un comune spagnolo di 499 abitanti situato nella comunità autonoma della Catalogna.